# Dom Pod Orłami w Warszawie
Dom Pod Orłami lub dom „Pod Orłami“, właśc. gmach Banku Towarzystw Spółdzielczych – budynek znajdujący się przy ul. Jasnej 1 róg ul. Zgoda w Warszawie.

## Opis

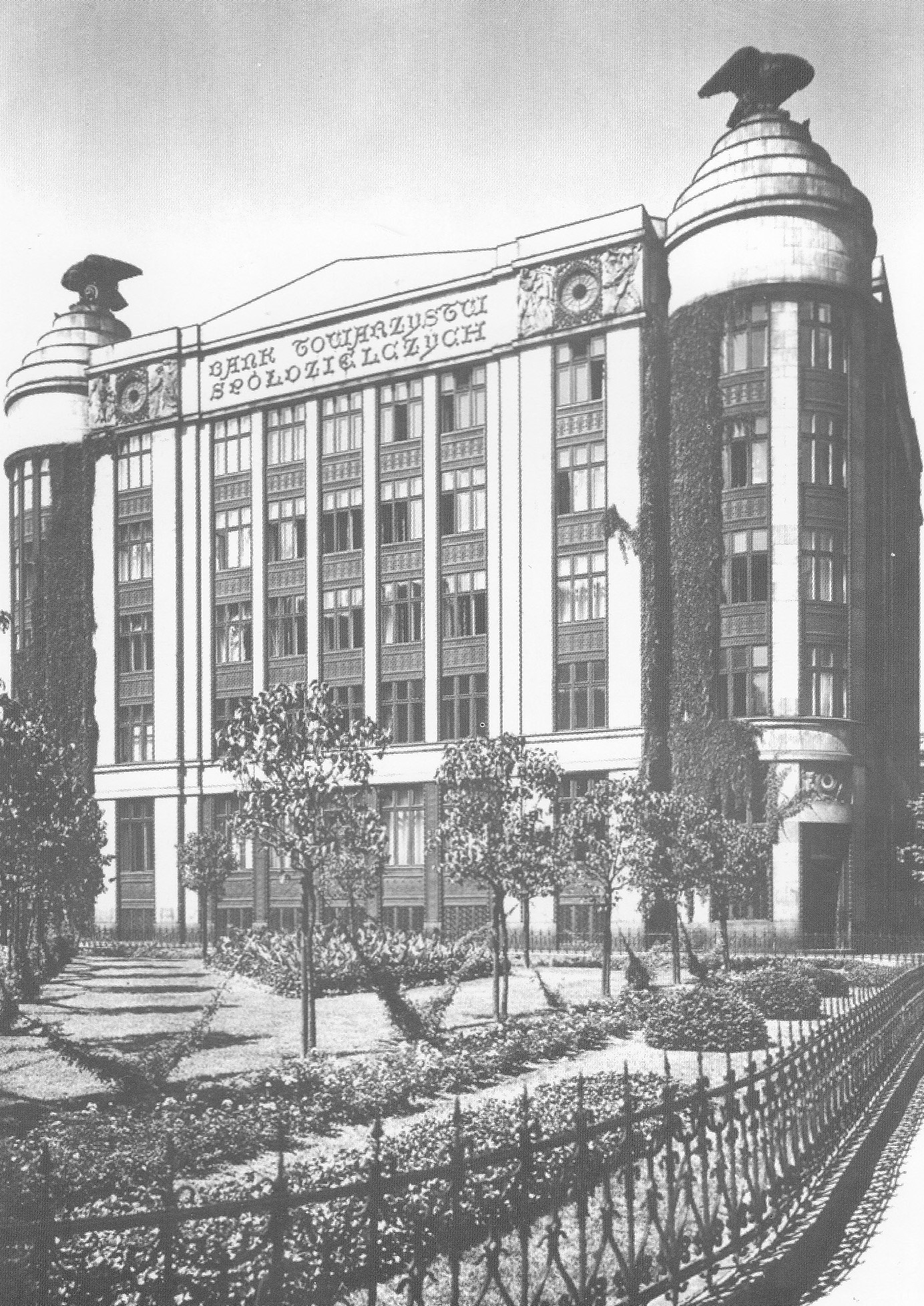
Budynek w 1937 roku

Sześciokondygnacyjny budynek projektu Jana Heuricha został wybudowany w latach 1912–1917 dla Banku Towarzystw Spółdzielczych. Powstał w miejscu prosektorium i kaplicy pogrzebowej Szpitala Dzieciątka Jezus. Stanowił przykład wczesnego modernizmu.
Autorem rzeźb orłów wieńczących narożniki, od których pochodzi nazwa budynku, był Józef Zygmunt Otto, a reliefów Praca na roli Jan Antoni Biernacki. Elewację obłożono okładziną z blach miedzianych o motywach roślinnych.
W czasie obrony Warszawy we wrześniu 1939 roku na skwerze przed budynkiem urządzono prowizoryczny cmentarz. 
Budynek został silnie uszkodzony w 1944 roku. Podczas powstania warszawskiego na skwerze przed budynkiem ponownie urządzono prowizoryczny cmentarz. Został on częściowo zniszczony jeszcze w czasie powstania. Po wojnie szczątki ofiar pochowanych na skwerze ekshumowano.
Budynek został odbudowany w latach 1948–1950 i rozbudowany w stronę ul. Sienkiewicza według projektu Barbary Brukalskiej. Usunięto wtedy płyty miedziane znajdujące się pod oknami i wybito od frontu dwa wejścia. Budynek stał się tymczasową siedzibą centrali Narodowego Banku Polskiego.
22 grudnia 1964 przed mieszczącym się w budynku III Oddziałem Narodowego Banku Polskiego miał miejsce spektakularny napad na konwój przewożący przedświąteczny utarg z Centralnego Domu Towarowego – jeden z największych tego typu napadów w historii PRL. Nieustaleni sprawcy zastrzelili dwóch strażników, a ich łupem padło ponad 1,3 mln złotych.
W 1965 roku budynek został wpisany do rejestru zabytków. 
W 2024 roku, w trakcie inwestycji prowadzonych w kwartale ulic Złotej i Zgody, na placu przed budynkiem natrafiono na szczątki pięciu osób z okresu II wojny światowej.
Budynek jest m.in. siedzibą Krajowej Rady Spółdzielczej.